# Andreas Wilhelm Schwarzlose
Andreas Wilhelm Schwarzlose (ur. 1867, zm. 1936) – niemiecki wynalazca i konstruktor broni. 
Do jego znanych konstrukcji należą:
- Pistolet Schwarzlose M1908 i Schwarzlose M1910
- Karabin maszynowy Schwarzlose wz. 1907 (w uzbrojeniu Armii Austro-Węgier) i Schwarzlose M.7/12
- Ciężki karabin maszynowy Schwarzlose wz. 1907/24